# Kakuk Tibor
Kakuk Tibor (Kápolnásnyék, 1924. április 23. – Budapest, 1994. augusztus 2.) magyar állatorvos, egyetemi tanár. A mezőgazdasági tudomány kandidátusa (1991).

## Életpályája
Általános és középiskolai tanulmányait is Budapesten járta ki. 1948-ban diplomázott a József Nádor Műszaki és Gazdaságtudományi Egyetemen. 1948–1949 között a József Nádor Műszaki és Gazdaságtudományi Egyetem, illetve a Magyar Agrártudományi Egyetem Állatorvosi Kar Belgyógyászati Klinika tanársegéde volt. 1949–1950 között a kapuvári Mesterséges Termékenyítő Főállomás állatorvosaként dolgozott. 1950–1952 között Hódmezővásárhelyen volt állatovos. 1952–1963 között az Állami Gazdaságok Minisztériuma főállatorvosa volt. 1963–1977 között a Phylaxia Oltóanyagtermelő Vállalat kutatási osztályvezetőjeként tevékenykedett. 1965-ben a Gödöllői Agrártudományi Egyetemen baromfi-tenyésztési és -ipari szakmérnöki oklevelet kapott. 1973–1976 között a marokkói Földművelésügyi Minisztérium baromfi-tenyésztési szaktanácsadója volt. 1977–1980 között a Kaposvári Mezőgazdasági Főiskola, illetve a Keszthelyi Agrártudományi Egyetem kaposvári Állattenyésztési Kar Takarmányozástan Tanszék tanszék alapító tagja, tanszékvezető főiskolai tanára, 1980–1986 között tudományos főmunkatársa, 1987–1994 között tudományos tanácsadója volt. 1983–1986 között az algériai Földművelésügyi Minisztérium baromfi-tenyésztési szaktanácsadója volt. 1990–1994 között a Pannon Egyetem címzetes egyetemi tanára volt.

### Munkássága
Baromfibetegségekkel, a baromfitenyésztés, a baromfi-takarmányozás kérdéseivel, valamint a bárány betegségeivel és megbetegedéseivel foglalkozott. Fontos eredményet ért el a baromfi-mélyalmozás magyarországi bevezetése, illetve a különböző háziszárnyasállatok anyagforgalmi betegsége, továbbá fertőző parazitás betegségeinek gyógyítása terén. Az első baromfi-tenyésztési kézikönyv társszerzője volt. A bárányok korai elválasztási technológiájának kidolgozója („kaposvári módszer”, Veress Lászlóval, 1968). Kutatási területei voltak még: a baromfi betegségei, baromfik, bárányok egyéb háziállatok ásványianyag-szükséglete.

## Művei
- A külső nemiszervek izmainak összehasonlító anatómiája. (Közlemények az összehasonlító élettan és kórtan köréből, 1944)
- Adatok a lovak myoglobinuriájához. – A bikák tasakhurutjának száraz kezelése. – A hüvelyelőesésről és annak gyógykezeléséről (Magyar Állatorvosok Lapja, 1952)
- Az endokrinológia a pavlovi nervizmus tükrében (Magyar Állatorvosok Lapja, 1953)
- A nagyüzemi baromfinevelés időszerű kérdései (Magyar Állatorvosok Lapja, 1954)
- Csibenevelés mélyalmon (Debreczeni Istvánnal; Magyar Állatorvosok Lapja, 1955)
- Nagyüzemi pulykanevelés (Wettstein Ferenccel; Budapest, 1956)
- A mélyalmozás jelentősége a baromfihús-termelés fokozásában (MTA Agrártudományok Osztálya Közleményei, 1956)
- Adatok a kispulykák angolkórához (Debreczeni Istvánnal) – Kísérletek a pulykáról származó himlővírus-vakcinával (Bamberger Károllyal, Szakmári Gézával). – A Polytricin-tabletta alkalmazásának újabb lehetőségei az állatorvosi gyakorlatban (Magyar Állatorvosok Lapja, 1957)
- Háztáji tojótyúkok helyes téli takarmányozása (Baromfitenyésztés, 1957)
- A rántanivaló- és a pecsenyecsibe- nevelés jelentősége (Baromfiipar, 1957)
- Az E-vitamin szerepe és jelentősége a baromfi takarmányozásában. – Takarmányozási módszerek a baromfik takarmányozásában. – A baromfi légzőszervi megbetegedései (Baromfiipar, 1958)
- Önetetős csibenevelés. – A fölözött tej, mint baromfitakarmány. – Pecsenyecsirke-nevelési kísérletek (Baromfitenyésztés, 1958)
- Egyoldalú szilázsetetés hatása a növendékmarhák vérének Ca- és anorganikus P-tartalmára (Duduk Vendellel, Pethes Györggyel; Állattenyésztés, 1959)
- Újabb adatok a csirkék syngamosisának a gyógykezeléséhez. – A baromfi anyagforgalmi betegségei (Magyar Állatorvosok Lapja, 1960)
- A baromfi anyagforgalmi betegségei (Baromfiipar, 1960)
- A vitaminok szerepe a baromfi takarmányozásában (Baromfiipar, 1961)
- Adatok a kispulykák E-vitaminhiány okozta megbetegedéséhez (Magyar Állatorvosok Lapja, 1961)
- A pulyka egészségvédelme (Koplikné Kovács Éva: Pulykatenyésztés. Budapest, 1962; 2. bővített kiadás: 1968)
- A szarvasmarha ún. véres folyása (Haraszti Jánossal; Magyar Állatorvosok Lapja, 1963)
- Amit a stresszről és a stressztakarmányozásról tudni kell (Baromfiipar, 1963)
- Tenyész- és növendékcsirkék takarmányozása (Baromfiipar, 1964)
- Gyakorlati tapasztalatok a pulykahimlő-vírus alkalmazásáról és a baromfihimlő, baromfipestis elleni kombinált védőoltásról (Magyar Állatorvosok Lapja, 1964)
- A tyúktenyésztés kézikönyve (Budapest, 1964)
- Furidin-kísérletek csirkén. 1–3. (Kassai Tiborral, Merényi Bélával; Magyar Állatorvosok Lapja, 1964–1967)
- Baromfitakarmányozás. Felsőfokú technikumi jegyzet (Hudák Lajossal; Pécel, 1965)
- Adatok az A- és D-vitamin kölcsönhatásához (Magyar Állatorvosok Lapja, 1965)
- A baromfi ásványianyag-forgalma és annak zavarai. Témadokumentáció. (Budapest, 1966)
- A laktin (Magyar Mezőgazdaság, 1967)
- Kacsa-, lúd-, pulyka- és gyöngytyúktenyésztés kézikönyve. (Budapest, 1968)
- A gyakrabban előforduló pulykabetegségek és az ellenük való védekezés. (A baromfitartás egyes állategészségügyi kérdései. Budapest, 1968)
- A Neomycin alkalmazásának feltételeiről (Magyar Állatorvosok Lapja, 1969)
- Magas savszámú zsírok etetésének hatása a szopós borjak anyagforgalmára (Bedő Sándorral; Állattenyésztés, 1971)
- A korai bárányelválasztás takarmányozási kérdései (Veress Lászlóval; Állattenyésztés, 1972)
- Adatok a ludak fibrines vakbélgyulladásának gyógykezeléséhez (Baromfiipar, 1972)
- A takarmányozás állategészségügyi jelentősége. A takarmányösszetevők állategészségügyi jelentősége. – Az ásványianyag-forgalom zavarai. Vitaminhiány. A baromfi fontosabb anyagforgalmi betegségei. (Takarmányártalmak, hiánybetegségek. Budapest, 1972)
- Bárányok korai elválasztása, mesterséges báránynevelés és expressz pecsenyebárány-előállítás. Témadokumentáció (Veress Lászlóval; Budapest, 1973)
- A biotinhiányról (Darvas Ágnessel; Magyar Állatorvosok Lapja, 1973)
- A házibaromfi fekélyes és elhalásos bélgyulladása (Magyar Állatorvosok Lapja, 1974)
- Adatok a különböző korú csirkéknek perorálisan és parenterálisan adott Neomycin hatékonyságának összehasonlító értékeléséhez. – A hízómarhák vitaminhiányáról (Rózsahegyi Tiborral; Magyar Állatorvosok Lapja, 1975)
- Báránynevelés és hizlalás (monográfia, Veress Lászlóval; Budapest, 1976; lengyelül: Warszawa, 1982)
- Takarmányozás és anyagforgalom. (Baromfiegészségtan. Szerkesztette: Mészáros János; Budapest, 1976)
- Tartalék a baromfitakarmányozásban (Magyar Mezőgazdaság, 1977)
- Gyakorlati megfigyelések a kispulykák és csirkék biotinhiányáról (Magyar Állatorvosok Lapja, 1978)
- A szarvasmarha napi karotinszükségletének ellentmondásos megítélése a hazai és a külföldi szakirodalomban. – A takarmányozás szerepe a nőivarú szarvasmarha szaporodásában. – Kísérletek az újszülött állatok A-vitamin-ellátottságának fokozására az anyák parenterális kezelésével (Jelenits Katalinnal, Katona Zoltánnal; Magyar Állatorvosok Lapja, 1980)
- A broilertakarmányozás időszerű kérdései (Etter Lászlóval, Horváth Imrével; Magyar Állatorvosok Lapja, 1981)
- A baromfi takarmányozásának alapjai. (Baromfitenyésztők kézikönyve. Szerkesztette: Horn Péter; Budapest, 1981)
- Juhtakarmányozás (Veress Lászlóval; Juhtenyésztők kézikönyve. Budapest, 1982)
- Baromfitakarmányok energiaértékének meghatározása (Vincze L.-lel; Témadokumentáció; Budapest, 1983)
- Ki nem használt tartalékunk: a háromfázisú takarmányozás (Laki I.-vel; Magyar Mezőgazdaság, 1983)
- Takarmányozástan (Egyetemi és főiskolai tankönyv; Schmidt Jánossal; Budapest, 1988)
- Takarmányozási táblázatok. Szerkesztette: Schmidt Jánossal; Budapest, 1988; 3. kiadás: 1989; 4. kiadás: 1992; 6. kiadás: 1997)
- A csirke húsminőségét, a csirketest kémiai összetételét befolyásoló tényezők (Laki I.-vel; Baromfitenyésztés és feldolgozás, 1988)
- A szarvasmarha és a juh kalcium- és foszforszükséglete (Magyar Állatorvosok Lapja, 1989)
- Anyagforgalmi betegségek a hazai nagyüzemi baromfitenyésztésben (Kandidátusi értekezés; Budapest, 1990)
- A galamb takarmányozásának alapjai. (Galambtenyésztés. Szerkesztette: Horn Péter. Budapest, 1990)
- Naposkori baromfielhullások megelőzése elektrolit-glukózoldat itatásával. – A T2-toxin hatása a tyúk tojástermelésére és a tojások keltethetőségére (Magyar Állatorvosok Lapja, 1991)
- Takarmányipari ismeretek. Takarmánytechnológia, gabonatárolás és keveréktakarmány-gyártás (Egyetemi tankönyv; Kaposvár, 1993; 2. kiadás: 1998)
- Új utak a monogastricusok hozamfokozása terén. Probiotikumok. Összefoglaló ismertetés (Magyar Állatorvosok Lapja, 1994)

## Díjai
- Újhelyi Imre-emlékérem (1991)[1]

## Emlékezete
2000-ben a Kaposvári Egyetem megalapította a Kakuk Tibor-díjat.